# Pronunciación del catalán
Al igual que en otros idiomas, la pronunciación del catalán estándar es diferente a la del castellano.
| Letra | Posición                                                                 | AFI | X SAMPA | Ejemplo      | AFI del Ejemplo       | X SAMPA del Ejemplo | Traducción  |
| ----- | ------------------------------------------------------------------------ | --- | ------- | ------------ | --------------------- | ------------------- | ----------- |
| A     | Tónica                                                                   | a   | a       | casa         | /ˈka.zə/              | [kaz@]              | casa        |
| A     | Átona                                                                    | ə   | @       | sense        | /ˈsɛn.sə/             | [sEns@]             | sin         |
| B     | Entre vocales y en b + r no iniciales                                    | β   | B       | cabàs        | /kəˈβas/              | [k@Bas]             | capazo      |
| B     | En b + l no iniciales                                                    | bb  | bb      | poble        | /ˈpɔb.bɫə/            | [pObb5@]            | pueblo      |
| B     | El resto de los casos                                                    | b   | b       | barca        | /ˈbar.kə/             | [bark@]             | barca       |
| C     | Antes de a, o y u                                                        | k   | k       | conèixer     | /kuˈnɛ.ʃə/            | [kunES@]            | conocer     |
| C     | Antes de e e i                                                           | s   | s       | cinquè       | /siŋˈkɛ/              | [siNkE]             | quinto      |
| Ç     | Siempre                                                                  | s   | s       | plaça        | /ˈpɫa.sə/             | [p5as@]             | plaza       |
| D     | Entre vocales y d + r                                                    | ð   | D       | adreça       | /əˈðɾɛ.sə/            | [@D4Es@]            | dirección   |
| D     | Palabras terminadas en d                                                 | t   | t       | fred         | /ˈfrɛt/               | [frEt]              | frío        |
| D     | El resto de los casos                                                    | d   | d       | donar        | /du'na/               | [duna]              | dar         |
| E     | Abierta                                                                  | ɛ   | E       | cel          | /ˈsɛɫ/                | [sE5]               | cielo       |
| E     | Cerrada                                                                  | e   | e       | esmenta      | /əzˈmen.tə/           | [@zment@]           | menciona    |
| E     | Átona                                                                    | ə   | @       | estrany      | /əsˈtɾaɲ/             | [@st4aJ]            | extraño     |
| F     | Siempre                                                                  | f   | f       | ferir        | /fəˈɾi/               | [f@4i]              | herir       |
| G     | Entre vocales a, o y u                                                   | ɣ   | G       | amagar       | /ə.məˈɣa/             | [@m@Ga]             | esconder    |
| G     | Entre consonantes, eu/ui y consonante + g + a/o/u/ue/ui                  | g   | g       | enguixar     | /əŋ.ɡiˈʃa/            | [@NgiSa]            | enyesar     |
| G     | Después de t                                                             | d͡ʒ  | dZ      | formatge     | /furˈmad.d͡ʒə/         | [furmaddZ@]         | queso       |
| G     | El resto de casos                                                        | ʒ   | Z       | girar        | /ʒiˈɾa/               | [Zi4a]              | girar       |
| H     | Muda                                                                     |     |         | home         | /ˈɔ.mə/               | [Om@]               | hombre      |
| H     | Extranjerismos                                                           |     |         |              |                       |                     |             |
| I     | Semiconsonante                                                           | j   | j       | camió        | /kəˈmjo/              | [k@mjo]             | camión      |
| I     | Cerrada                                                                  | i   | i       | triar        | /tɾiˈa/               | [t4ia]              | Italia      |
| J     | Después de t                                                             | d͡ʒ  | dZ      | platja       | /ˈpɫad.d͡ʒə/           | [p5addZ@]           | playa       |
| J     | El resto de casos                                                        | ʒ   | Z       | jo           | /ˈʒɔ/                 | [ZO]                | yo          |
| K     | Extranjerismos                                                           |     |         |              |                       |                     |             |
| L     | Siempre                                                                  | ɫ   | 5       | laberint     | /ɫə.βəˈɾint/          | [5@B@4int]          | laberinto   |
| ĿL    | Siempre                                                                  | ɫɫ  | 55      | inteŀligent  | /in.təɫ.ɫiˈʒen/       | [int@55iZen]        | inteligente |
| LL    | Después de una t                                                         | λλ  | LL      | espatlla     | /əsˈpaʎ.ʎə/           | [@spaLL@]           | espalda     |
| LL    | El resto de casos                                                        | λ   | L       | lloc         | /ˈʎɔk/                | [LOk]               | lugar       |
| M     | Delante de f y n                                                         | ɱ   | F       | emfatitzar   | /əɱ.fə.tidˈd͡za/       | [@Ff@tiddza]        | enfatizar   |
| M     | Cuando hay otra m después                                                | mm  | mm      | emmagatzemar | əm.mə.ɣə.d͡zəˈma/      | [@mm@G@dz@ma]       | almacenar   |
| M     | El resto de casos                                                        | m   | m       | cama         | /ˈka.mə/              | [kam@]              | pierna      |
| N     | Entre n y r                                                              | ŋ   | N       | encara       | /əŋˈka.ɾə/            | [@Nka4@]            | todavía     |
| N     | Cuando hay otra n después                                                | nn  | nn      | connectar    | /kun.nəkˈta/          | [kunn@kta]          | conectar    |
| N     | Delante de y                                                             | ɲ   | J       | guanyar      | /gwəˈɲa/              | [gw@Ja]             | ganar       |
| N     | El resto de casos                                                        | n   | n       | net          | /ˈnɛt/                | [nEt]               | limpio      |
| O     | Abierta                                                                  | ɔ   | O       | foc          | /ˈfɔk/                | [fOk]               | fuego       |
| O     | Cerrada                                                                  | o   | o       | estómac      | /əsˈto.mək/           | [@stom@k]           | estómago    |
| O     | Átona                                                                    | u   | u       | voler        | /vuˈɫɛ/               | [vu5E]              | querer      |
| P     | Siempre                                                                  | p   | p       | pare         | /ˈpa.ɾə/              | [pa4@]              | padre       |
| Q     | Delante de ua y uo                                                       | kw  | kw      | quatre       | /ˈkwa.tɾə/            | [kwat4@]            | cuatro      |
| Q     | Delante de ue e ui                                                       | k   | k       | quelcom      | /kəɫˈkɔm/             | [k@5kOm]            | algo        |
| R     | Al principio, delante de otra r, después de una l/m/n y algunos prefijos | r   | r       | ratolí       | /rə.tuˈɫi/            | [r@tu5i]            | ratón       |
| R     | Muda al final de una palabra                                             |     |         | foscor       | /fusˈko/              | [fusko]             | oscuridad   |
| R     | El resto de los casos                                                    | ɾ   | 4       | treure       | /ˈtɾɛw.ɾə/            | [t4Ew4@]            | sacar       |
| S     | Entre vocales                                                            | z   | z       | cosa         | /ˈkɔ.zə/              | [kOz@]              | cosa        |
| S     | El resto de los casos                                                    | s   | s       | assetjar     | /ə.sədˈd͡ʒa/           | [@s@ddZa]           | acosar      |
| T     | Delante de x                                                             | t͡ʃ  | tS      | cotxe        | /ˈkɔ.t͡ʃə/             | [kOtS@]             | coche       |
| T     | Delante de g y j                                                         | d͡ʒ  | dZ      | brancatge    | /bɾəŋˈkad.d͡ʒə/        | [b4@NkaddZ@]        | ramaje      |
| T     | Delante de ll                                                            | ʎʎ  | LL      | ametlla      | /ə.məʎˈʎə/            | [@meLL@]            | almendra    |
| T     | Delante de z                                                             | d͡z  | dz      | setze        | /ˈsɛd.d͡zə/            | [sEd.dz@]           | dieciséis   |
| T     | El resto de los casos                                                    | t   | t       | cotó         | /kuˈto/               | [kuto]              | algodón     |
| U     | Semiconsonante                                                           | w   | w       | caure        | /ˈkaw.ɾə/             | [kaw4@]             | caer        |
| U     | Cerrada                                                                  | u   | u       | ubiqüitat    | /u.βi.kwiˈtat/        | [uBikwitat]         | ubicuidad   |
| V     | Siempre                                                                  | v   | v       | volar        | /vuˈɫa/ (o /bu'la/)   | [vu5a]              | volar       |
| V     | En algunos dialectos se suena y funciona igual que la b                  |     |         |              |                       |                     |             |
| W     | Extranjerismos                                                           |     |         |              |                       |                     |             |
| X     | Al inicio, en consonante + x y después de i                              | ʃ   | S       | xarxa        | /ˈʃar.ʃə/             | [SarS@]             | red         |
| X     | Después de t                                                             | t͡ʃ  | tS      | txapela      | /t͡ʃəˈpɛ.ɫə/           | [tS@pE5@]           | chapela     |
| X     | Entre vocales                                                            | ks  | ks      | fixar        | /fikˈsa/              | [fiksa]             | fijar       |
| Y     | Después de n                                                             | ɲ   | J       | any          | /aɲ/ (también, /ain/) | [aJ]                | año         |
| Y     | Extranjerismos                                                           |     |         |              |                       |                     |             |
| Z     | Después de una t                                                         | d͡z  | dz      | dotze        | /ˈdod.d͡zə/            | [doddz@]            | doce        |
| Z     | El resto de casos                                                        | z   | z       | zero         | /ˈzɛ.ɾu/              | [zE4u]              | cero        |